# Frankie Dettori

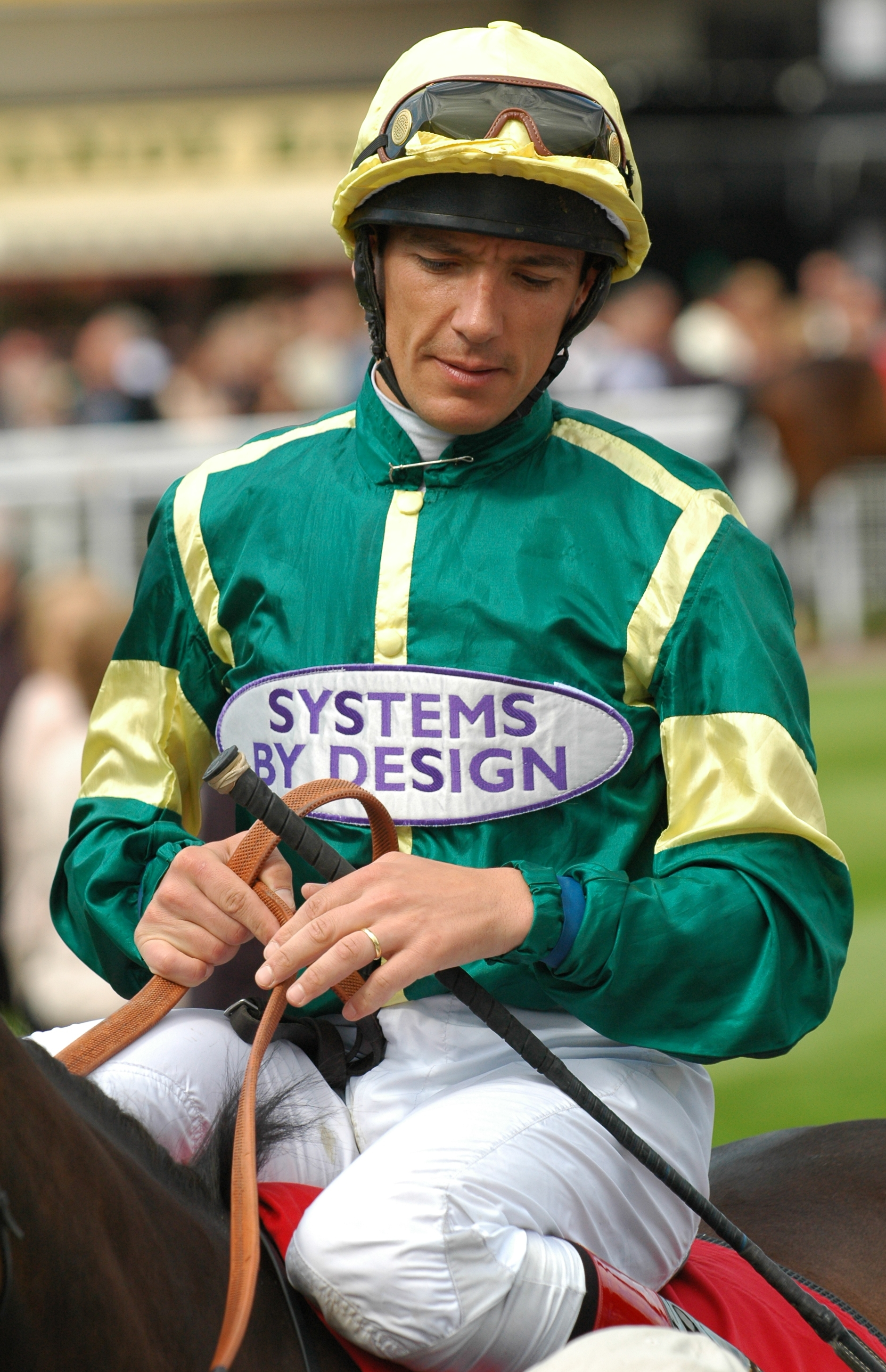
Frankie Dettori

Lanfranco "Frankie" Dettori (Milaan, 15 december 1970) is een Italiaanse jockey. Hij is een zoon van Gianfranco Dettori, vroeger een bekend jockey in Italië.

## Carrière
Toen Dettori nog maar acht jaar oud was, kocht z'n vader een pony voor hem. Hij was er zo blij mee dat hij elke avond erop trainde. Toen hij 13 werd verliet hij zijn ouderlijke woning en school in Italië om een student-jockey te worden. In 1983 werd hij begeleid door Luca Camani in Newmarket, Engeland.
In 1990 werd Frankie de eerste tiener sinds Lester Piggott die de mijlpaal van 100 winnaars in een seizoen behaalde. Zijn eerste overwinning behaalde hij toen hij 16 was in Turijn in november 1986. Zijn eerste overwinning in Engeland kwam in juni 1987. 
28 september 1996 was een legendarische dag voor de paardensport. Op Ascot, een van de meest legendarische banen in Engeland won hij alle zeven races op die dag. Deze prestatie staat bekend als 'The Magnificent Seven'. Doordat bookmakers geen rekening hielden met deze prestatie kostte deze dag hen meer dan 40 miljoen pond. Vele bookmakers zijn failliet gegaan op deze dag. De dag werd ook gekenmerkt door de 'gelukkige gevallen'. Een aantal mensen had gewed op alle 7 paarden van Frankie. Hierdoor wonnen zij honderdduizenden euro's. Onder deze mensen was een vrouw die alle 7 weddenschappen had afgesloten omdat ze hem "zo'n schattige jongen vond".
In een interview met BBC's Newsnight, gaf hij toe laxeerpillen te gebruiken om zijn gewicht laag te houden. Dettori gaf toe dat hij meerdere middelen gebruikte waarna de Jockey club hem schorste in juni 1998. Na deze schorsing gebruikte hij deze niet meer.
Op 29 december 2000 werd hij onderscheiden met de benoeming tot Lid in de Orde van het Britse Rijk. 
Dettori staat momenteel onder contract bij de Godolphin stal. Hij staat bekend om het springen van een paard na een overwinning.
In 2003 stopte hij met deelnemen aan de BBC-quiz 'A Question Of Sport'. Hij was verontwaardigd door een vraag van een deelnemer die zich afvroeg wanneer hij stopte met racen. Sinds hij gestopt is heeft hij zich weer volledig toegelegd op het racen. In 2004 werd hij kampioen jockey door de meeste races te winnen.
De Epsom Derby was de enige klassieke Britse race die hij nooit had gewonnen in zijn carrière na 15 pogingen. Op 2 juni 2007 lukte het eindelijk dankzij het Engelse paard 'Authorized'.